# アルベルト・フォン・ザクセン＝アルテンブルク
アルベルト・フォン・ザクセン＝アルテンブルク（ドイツ語: Albert von Sachsen-Altenburg, 1843年4月14日 - 1902年5月22日）はザクセン＝アルテンブルク公子で、プロイセンの軍人。

## 生涯
ザクセン＝アルテンブルク公子エドゥアルトとその2番目の妻でロイス＝グライツ侯ハインリヒ19世の娘であるルイーゼの間の長男として生まれた。全名はアルベルト・ハインリヒ・ヨーゼフ・カール・ヴィクトル・ゲオルク・フリードリヒ（Albert Heinrich Joseph Carl Viktor Georg Friedrich）。異父妹にブルガリア王フェルディナントの王妃エレオノーレ・ロイス・ツー・ケストリッツがいる。
1861年から1865年までプロイセン軍第槍騎兵連隊の中尉として務めた。その後、ロシア帝国軍に移って後に名誉的な陸軍大将に昇進した。アルベルトはロシア帝室やサンクトペテルブルク宮廷と太いパイプを持ち、ロシア皇帝アレクサンドル3世の親友だった。1885年5月6日にベルリンにおいて、プロイセン王子フリードリヒ・カールの娘でオランダ王子ヘンドリックの未亡人マリーと結婚し、この時にプロイセン軍の名誉的な騎兵大将（General der Kavallerie）の地位を与えられた。1889年にはプロイセン第3近衛騎兵旅団の旅団長となり、1891年にはプロイセンの陸軍中将となった。
妃マリーが2人目の子どもの出産で亡くなったのちの1891年12月13日、レンプリン（現在のメクレンブルク＝フォアポンメルン州デミン郡）において、ロシア帝室の一員であるメクレンブルク公ゲオルク・アウグストの娘エレナ・ゲオルギエヴナ（1857年 - 1936年）と再婚したが、間に子供は無かった。
1902年、クヘルミス（現在のメクレンブルク＝フォアポンメルン州ギュストロウ郡）のゼラーン地区（Serrahn）で死去した。
アルベルトの死後、ゼラーンの所領は次女マリーが受け継いだ。マリーはロイス＝ケストリッツ侯子ハインリヒ35世（1887年 - 1936年）と結婚して同名の一人娘マリー（1912年 - 1933年）をもうけた。しかし夫が義姉にあたるハインリヒ32世の妃マリー・アーデルハイトのもとに走り1921年に離婚、その後ゼラーン荘園の唯一の相続人となるはずだった娘マリーも若くして亡くなった。アルベルトから受け継いだ広大な所領を受け継ぐ新たな相続人の確保を迫られた彼女は、1939年にシレジア地方のカトリック貴族プラシュマ家から養子を迎え、ザクセン＝アルテンブルク公子およびザクセン公（Prinz von Sachsen-Altenburg, Herzog zu Sachsen）の称号を名乗らせ自身の相続人とした。さらにのちの1991年、最後のザクセン＝アルテンブルク公エルンスト2世の長男で独身を通したゲオルク・モーリッツが亡くなり、ザクセン＝アルテンブルク公家の男系血統は絶えたことから、現在ではアルベルトの次女マリーの養子の系統のみがザクセン＝アルテンブルク家の家名を残して続いている。

## 子女
最初の妃であるプロイセン王女マリーとの間に2人の娘が生まれた。
- オルガ・エリーザベト（1886年 - 1955年） - 1913年、ピュックラー＝ブルクハウス伯爵カール・フリードリヒと結婚
- マリー（1888年 - 1947年） - 1911年、ロイス＝ケストリッツ侯子ハインリヒ35世と結婚（1921年離婚）